# 民事保護令
民事保護令（簡稱保護令），是中華民國的《家庭暴力防治法》和《跟蹤騷擾防制法》中保護家庭暴力被害人人身安全與權益的法律命令，由法院接受聲請後予以核發。保護令用意在於警告相對人不得再對被害人施以肢體暴力及言詞暴力。此外，《家庭暴力防治法》為懲戒不服從保護令裁定之加害人，遂專門制定「違反保護令罪」，授權法院對加害人處以刑罰。另依據《家庭暴力防治法》第9條規定，民事保護令分成「通常保護令」、「暫時保護令」、「緊急保護令」。

## 保護令類別
中華民國的民事保護令可以分為三類：通常保護令、暫時保護令和緊急保護令。
通常保護令是用於被害人目前處於相對安全穩定的情況，但仍可能再度面臨家庭暴力。聲請方式為自行向法院以書面方式提出聲請，亦可由檢察官、警察機關或直轄市、縣（市）主管機關向法院聲請。若被害人為未成年人、身心障礙者或因故難以委任代理人者，其法定代理人、三親等以內之血親或姻親，得為其向法院聲請之。核發機關為地方法院，法院受理保護令之聲請後，應進行審理程序，由法官開庭調查家庭暴力事件。依據家庭暴力防治法第十五條規定，通常保護令之有效期間為二年以下，自核發時起生效，保護令失效前，法院得依當事人或被害人之聲請撤銷、變更或延長之，每次延長期間為二年以下。法院於審理終結後，認定有家庭暴力事實且有必要者，應依聲請或依職權核發包括下列一款或數款之通常保護令：禁止施暴令、禁止接觸令、遷出令、遠離令、暫時使用令、暫訂監護令、暫時探視令、給付租金或扶養費令、戒治令、給付律師費用令、禁止查閱戶籍學籍所得令或其他必要之保護令。
暫時保護令是用於被害人目前情況不穩定，有安全上的疑慮，可能會再面臨家庭暴力。聲請方式為自行向法院提書出面聲請通常保護令，亦可由檢察官、警察機關或直轄市、縣（市）主管機關向法院聲請。若被害人為未成年人、身心障礙者或因故難以委任代理人者，其法定代理人、三親等以內之血親或姻親，得為其向法院聲請之。核發機關為地方法院，法院得不經審理程序核發暫時保護令，但法官亦可視情況開庭調查。暫時保護令自核發時起生效，於法院核發通常保護令或駁回聲請時失其效力，聲請人撤回通常保護令之聲請亦會使通常保護令失效。
緊急保護令是用於被害人目前有急迫危險且有具體證據證明受家暴事實。聲請方式是由檢察官、警察機關或直轄市、縣（市）主管機關，以言詞、電信傳真或其他科技設備傳送之方式聲請之。核發機關為地方法院，法院受理聲請後四個小時內核發緊急保護令，法官得不經開庭審理而直接核發。緊急保護令自核發時起生效，於法院核發通常保護令或駁回聲請時失其效力。

## 修法過程
保護令是依據1998年5月訂定的家庭暴力防治法，為促進家庭和諧，防治家庭暴力行為及保護被害人權益，1999年6月全面施行民事保護令制度，民事保護令分成「通常保護令」、「暫時保護令」。
家庭暴力防治法第九條條文於2007年3月5日修正，並於同月28日公布修正，在這次修法中將緊急保護令獨立為一類，因緊急性暫時保護令及一般性暫時保護令之不同，緊急性暫時保護令僅得由檢察官、警察機關或直轄市、縣（市）主管機關聲請，非被害人可自行為之，稱為緊急保護令，故現行家庭暴力防治法第九條明示保護令分為通常保護令、暫時保護令以及緊急保護令三種。

## 評價
中華民國家庭暴力防治法中的民事保護令規定，是效仿外國的法律規範，從法不入家門到1999年公布實施家庭暴力防治法，明定民事保護令制度，乃經由社會各界專業人士之討論而產生，實行至今仍有許多狀況有待探討。